# La Terre outragée
Pour plus de détails, voir Fiche technique et Distribution.
La Terre outragée est un film réalisé par Michale Boganim, sorti en 2011.

## Synopsis
Le 26 avril 1986, c'est le printemps dans la ville de Pripiat, voisine de Tchernobyl, et ville modèle en Ukraine. Elle attend d'inaugurer sa grande roue, tout en préparant le défilé du 1er mai, et la population jouit de la douceur et du soleil. Le petit Valéry plante avec son père Alexei un pommier. Anya et Piotr, tout amoureux, vont se marier. Le garde-forestier Nicolaï marque des arbres. Mais le mariage est interrompu par un incendie à la centrale nucléaire. Piotr est réquisitionné pour intervenir, et Anya ne le reverra jamais. La pluie se met à tomber, contaminant tout. Alexei, ingénieur, au courant de ce qui se passe, fait fuir sa famille, puis tentera d'aider désespérément la population, sans toutefois pouvoir enfreindre l'interdiction de parler imposée par les autorités, puis préfère disparaître et sombrera dans une douce folie. Ce n'est qu'après quelques jours que la population est évacuée, et les villages alentour détruits, sans la moindre explication, alors que quelques-uns, comme Nicolaï, décident de rester. 10 ans plus tard, on retrouve Anya, devenue guide touristique dans la Zone, et qui ne peut la quitter malgré la promesse à un amant français, et Valery qui cherche à retrouver son père, dont il ne peut croire qu'il est mort. Les personnages ne peuvent ni oublier, ni avancer.

## À propos du film

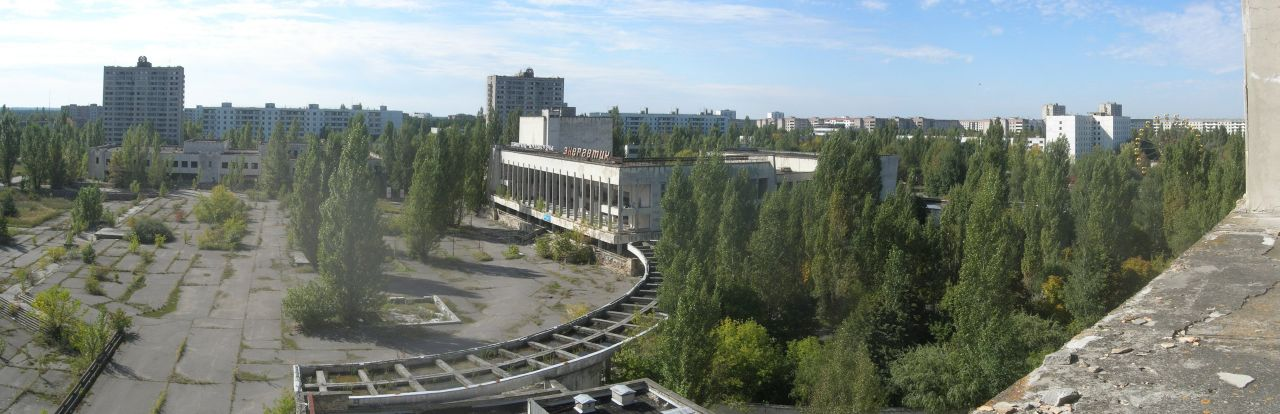
La ville fantôme de Pripiat.

Cette fiction est partiellement tournée en Ukraine en 2011, la même année que paraît Un samedi presque parfait (В субботу), d'Alexandre Mindadze. Le film a pour cadre la ville de Pripiat et les suites de la catastrophe nucléaire de Tchernobyl du 26 avril 1986. Il se focalise sur le ressenti d'habitants ordinaires, et sur les difficultés psychologiques qui perdurent des années après la catastrophe.

## Fiche technique
Sauf indication contraire, les informations mentionnées dans cette section peuvent être confirmées par la base de données cinématographiques Unifrance,  présente dans la section « Liens externes ».
- Titre original français : La Terre outragée
- Titre allemand : Verwundete Erde
- Titre ukrainien : Земля забуття
- Titre polonais : Znieważona ziemia
- Réalisation : Michale Boganim
- Photographie : Yórgos Arvanítis, Antoine Héberlé
- Montage : Hervé de Luze, Thierry Derocles et Anne Weil
- Musique : Leszek Możdżer
- Production : Yaël Fogiel et Laetitia Gonzalez
- Sociétés de production : Les Films du poisson, Arte France Cinéma, Nikovantastic Film, Apple Film Productions
- Pays de production :  France,  Ukraine,  Pologne et  Allemagne
- Langues originales : russe, ukrainien, français
- Format : couleur — 35 mm — son Dolby Surround
- Durée : 108 minutes (1 h 48 min)
- Genre : drame
- Date de sortie :
  - Italie : 4 septembre 2011 (Mostra de Venise)
  - France : 28 mars 2012

## Distribution
- Olga Kurylenko : Anya
- Andrzej Chyra : Alexei
- Ilya Iosifov : Valery (16 ans)
- Serguei Strelnikov : Dimitri
- Vyacheslav Slanko : Nikolaï
- Nicolas Wanczycki : Patrick
- Nikita Emshanov : Piotr
- Tatyana Rasskazova : la mère d'Anya
- Julia Artamonov : la jeune étudiante
- Natalya Bartyeva : la mère de Valery
- Maryna Bryantseva : la petite fille
- Vladyslav Akulyonok : Valery (6 ans).

## Distinctions
- Le film remporte le prix du public au Festival Premiers Plans d'Angers en 2012[2],[3].
- Il a été sélectionné aux festivals de Venise, Toronto, Tokyo, Sao Paulo, Chicago et Munich.
- Film lauréat de la Fondation Gan pour le cinéma en 2009[4]